# (32542) 2001 QK7
(32542) 2001 QK7 est un objet de la ceinture principale d'astéroïdes extérieure découvert en 2001.

## Description
(32542) 2001 QK7 a été découvert le 16 août 2001 à l'observatoire Magdalena Ridge, situé dans le comté de Socorro, au Nouveau-Mexique (États-Unis), par le projet Lincoln Near-Earth Asteroid Research (LINEAR).

### Caractéristiques orbitales
L'orbite de cet astéroïde est caractérisée par un demi-grand axe de 3,96 ua, un périhélie de 3,68 ua, une excentricité de 0,07 et une inclinaison de 1,19° par rapport à l'écliptique. Du fait de ces caractéristiques, à savoir un demi-grand axe entre 3,2 et 4,6 ua, il est classé, selon la JPL Small-Body Database, comme objet de la ceinture principale d'astéroïdes extérieure.

### Caractéristiques physiques
(32542) 2001 QK7 a une magnitude absolue (H) de 13,0 et un albédo estimé à 0,458.